# São Caetano (Cantanhede)
São Caetano es una freguesia portuguesa del concelho de Cantanhede, con 17,23 km² de superficie y 938 habitantes (2001). Su densidad de población es de 54,4 hab/km².